# Rakovac (Novi Pazar)
Pour les articles homonymes, voir Rakovac.
Rakovac (en serbe cyrillique : Раковац) est un village de Serbie situé sur le territoire de la ville de Novi Pazar, district de Raška. Au recensement de 2011, il comptait 7 habitants.

## Démographie
| 1948 | 1953 | 1961 | 1971 | 1981 | 1991 | 2002 | 2011 |
| ---- | ---- | ---- | ---- | ---- | ---- | ---- | ---- |
| 70   | 76   | 75   | 51   | 43   | 34   | 21   | 7    |

|  |